# 龐謝萬 (密歇根州)
龐謝萬（英語：Ponshewaing）是位於美國密歇根州埃米特縣的一個普查規定居民點。

## 人口
根據2020年美國人口普查的數據，龐謝萬的面積為0.23平方千米，當中陸地面積為0.23平方千米，而水域面積為0.00平方千米。當地共有人口126人，而人口密度為每平方千米547.83人。